# Agonist

Inom farmakologin är en agonist ett ligandläkemedel, eller annan substans, som binder till en receptor och stimulerar receptorns aktivitet. Detta till skillnad från antagonisten, som hämmar/stoppar aktivering av en receptor.
Exempel på agonister är bensodiazepiner och barbiturater. En agonist kan antingen binda till receptorns aktiva yta eller till en regulatorisk domän på receptorn, och därmed förändrar receptorns egenskaper.

## Fullständiga och partiella agonister
Det finns så kallade fullständiga agonister och partiella agonister.

### Fullständiga agonister
Den agonist som utlöser, det som vi uppfattar, är en maximal aktivering av en receptor. 

### Partiella agonister
En partiell agonist (ex. buspiron, aripiprazol eller norklozapin) aktiverar en receptor, men ger bara ett partiellt fysiologiskt svar jämfört med en full agonist. De kan också vara betraktade som en ligand, som visar både agonistiska och antagonistiska effekter. 
En ko-agonist fungerar med andra ko-agonister för att ge den önskade effekten tillsammans. En antagonist blockerar en receptor från aktivering av agonister.